# レドブルガ
レドブルガ (RedburgaまたはRaedburh) はオックスフォード大学が保有する中世後期の写本にウェセックス王エグバートの妻として記されている人物である。この写本の記述では、レドブルガは "regis Francorum sororia"、つまりフランク王国国王の妹に関わる者であるとされる。これはやや漠然としているが、カール大帝の4番目の妻ルイトガルドの妹か、もしくはこれより遠縁の人物ではないかと考えられている。レドブルガについては時代が下った写本にのみ記述が見えるためにその実在性自体が疑問視されており、西ローマ帝国の皇帝とイングランド王の関係が古くからあったことを示すために作られた存在ではないかとも考えられている。
時系列的には800年にカール大帝がエグバートとレドブルガの結婚を提案したものと考えられる。マーシア王オッファに追われたエグバートはカール大帝の元へ亡命を余儀なくされていたが、802年にイングランドに帰還し、ウェセックス王となった。
ここで、カール大帝の宮廷にもエグバートという貴族がいたことが、レドブルガが誰であるかを特定するのを困難にしている。亡命中のウェセックス王子がこのエグバートと同一人物であるという見方も提示されてきたが、こちらのエグバートはライン川からヴェーザー川までを治めるザクセン公であり、811年に死亡している。このエグバートの死後、残された妻は貧しい者を助け、後に未亡人と花嫁の守護聖人、「ヘルツフェルトの聖イダ」として知られるようになった。こちらのエグバートとウェセックスのエグバートが同一人物であるとすると、レドブルガは聖イダということになる。しかし、アングロサクソン年代記にウェセックスの王座を802年に取り返したとされるエグバートが、実はウェセックスへ帰ったとされる年以降も長年にわたってカールの家臣としてザクセンを治めた人物であるとするなら、聖イダはウェセックスのエグバートと結婚したレドブルガではない。2人のエグバートは命日に決定的な開きがあるため、レドブルガを聖イダとする仮説は大多数の学者によって否定されている。
レドブルガはエゼルウルフの母であり、彼女の孫はアルフレッド大王である。